# 阿爾特諾瓦
阿爾特諾瓦是土耳其的城鎮，位於該國西北部，由亞洛瓦省負責管轄，距離亞洛瓦27公里，面積155平方公里，海拔高度6米，該鎮土地肥沃，2011年人口4,634。

## 外部連結
- District governor's official website （页面存档备份，存于） （土耳其文）

40°41′51″N 29°30′41″E / 40.69750°N 29.51139°E